# Calina
Calina – wieś w Rumunii, w okręgu Caraș-Severin, w gminie Dognecea. W 2011 roku liczyła 104 mieszkańców. 